# Botanophila odontogaster
Botanophila odontogaster este o specie de muște din genul Botanophila, familia Anthomyiidae. A fost descrisă pentru prima dată de Zetterstedt în anul 1845. Conform Catalogue of Life specia Botanophila odontogaster nu are subspecii cunoscute.